# هوغو نيز
هوغو نيز (بالفرنسية: Hugo Nys)‏ مواليد 16 فبراير 1991، هو لاعب كرة مضرب من موناكو وقد مثل منتخب فرنسا لكرة المضرب كلاعب فرنسي ويحتل حالياً المرتبة رقم 31 في تصنيف رابطة محترفي كرة المضرب. أعلى تصنيف له في الزوجي كان المركز الـ 12 في 12 يونيو عام 2023. أعلى تصنيف له في الفردي كان المركز الـ 327  في سنة 2019 . وهو أول لاعب في تاريخ موناكو يصل لنصف نهائي ونهائي الجراند سلام

## روابط خارجية
- هوغو نيز على موقع رابطة محترفي التنس (الإنجليزية)
- هوغو نيز على موقع الاتحاد الدولي لكرة المضرب (الإنجليزية)
- هوغو نيز على موقع كأس ديفيز (الإنجليزية)
- هوغو نيز على موقع خلاصة التنس.كوم (الإنجليزية)
- هوغو نيز على موقع إي إس بي إن.كوم (الإنجليزية)